# ポリュボーテース

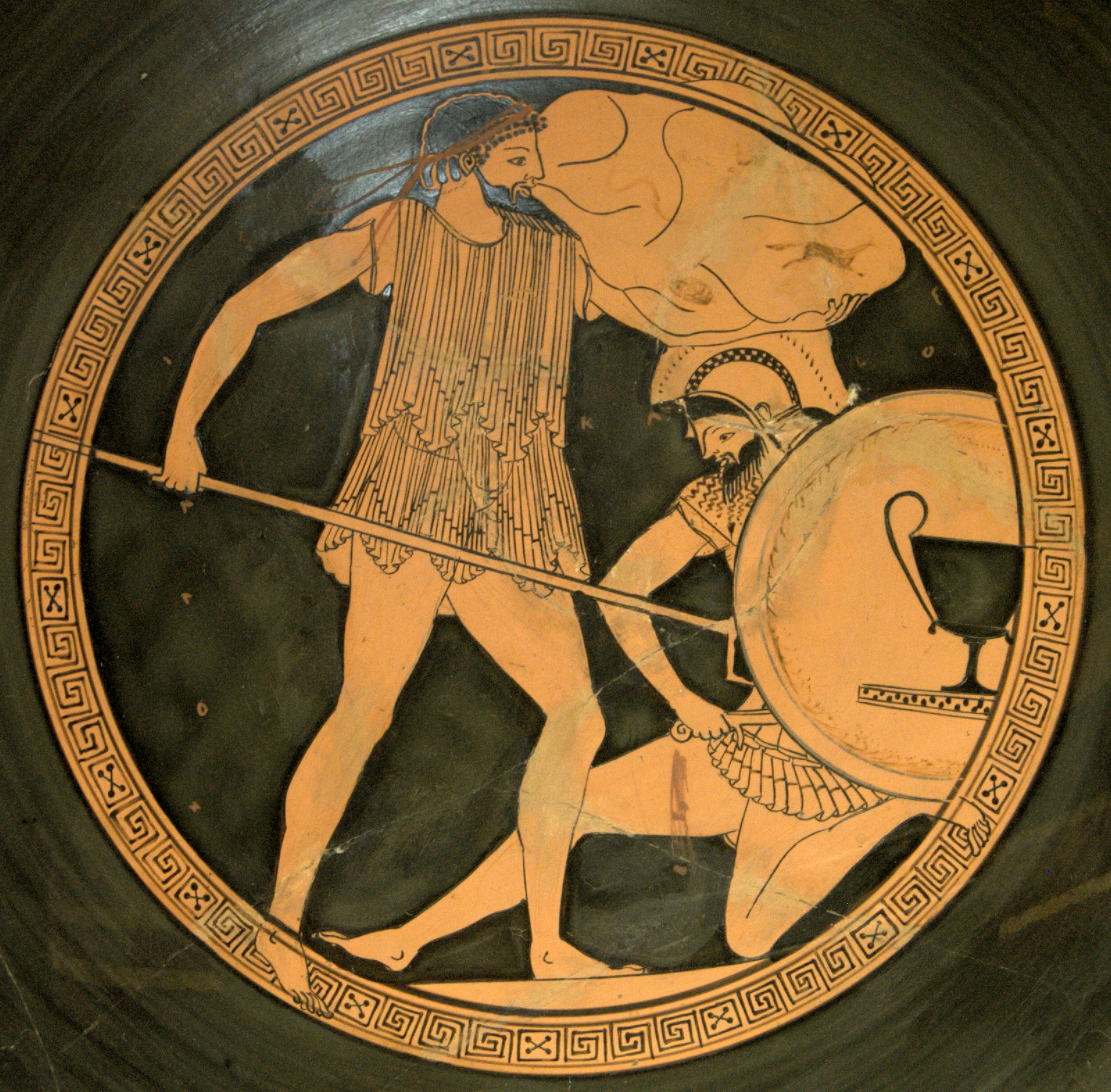
ブリュゴスの画家が紀元前475年から470年頃に描いた巨人ポリュボーテースとポセイドーンの戦い。アッティカ赤絵式キュリクス。

ポリュボーテース（古希: Πολυβώτης, Polybōtēs）は、ギリシア神話の巨人で、ギガースの1人である。長母音を省略してポリュボテスとも表記される。
ギガントマキアーのさい、他のギガースとともにオリュンポスの神々と戦ったが、ポリュボーテースはコース島に逃げた。しかしポセイドーンが追いかけて来て、コース島の一部を削り取ってポリュボーテースに投げつけ、ポリュボーテースは押しつぶされて死んだ。またこのときポセイドーンが投げつけたのは後にニーシューロンと呼ばれたという。なお、パウサニアスによればポセイドーンはケローネー岬を投げつけたらしい。